# Bernardo de Rezende
Bernardo Rocha de Rezende, meglio noto come Bernardinho (Rio de Janeiro, 25 agosto 1959), è un ex pallavolista e allenatore di pallavolo brasiliano.
È l'allenatore del Rio de Janeiro Vôlei Clube.
Bernardinho è l'allenatore più titolato nella storia della pallavolo, con più di trenta titoli importanti con le nazionali maschile e femminile del Brasile, con cui ha conquistato sei medaglie olimpiche consecutive.

## Carriera sportiva

### Giocatore
Bernardinho gioca a pallavolo dal 1972 al 1988 in diverse squadre di Rio de Janeiro, riuscendo a vincere la superliga 1981, con il Volley Atlantica Boavista, e tre edizioni del campionato carioca.
Fa il suo debutto in nazionale nel 1979 e, nei sette anni di presenza, vince un argento olimpico a Los Angeles 1984 e tre campionati sudamericani consecutivi, oltre ad arrivare alla finale del mondiale di Buenos Aires 1982.

### Allenatore
Nel 1988 si ritira dalla pallavolo giocata per cominciare la sua carriera da allenatore come assistente tecnico di Paulo Roberto de Freitas alle Olimpiadi di Seul.
Due anni dopo allena il club femminile di Perugia, dove rimane fino al 1992, conquistando una Coppa Italia. L'anno successivo resta in Italia, per allenare la squadra maschile di Modena Volley.
Tornato in Brasile, Bernardinho assume la guida della nazionale femminile brasiliana, che allenerà fino al 2000, vincendo tre World Grand Prix, tre campionati sudamericani e due bronzi olimpici consecutivi.
Dal 1997 al 2001 è stato allenatore del Paranà femminile, in Brasile.
Dal 2001 è stato il primo allenatore della nazionale brasiliana maschile, con cui vince numerosi titoli, tra cui tre campionati mondiali, sette campionati sudamericani e otto World League di pallavolo, oltre all'oro olimpico ad Atene 2004 e Rio 2016. Nel gennaio 2017 viene sostituito da Renan Dal Zotto.
A livello di club dal 2002 è l'allenatore del Rio de Janeiro Vôlei Clube, con cui vince nove scudetti, due coppe del Brasile e diversi titoli statali e internazionali.  Nel  2024 è nominato allenatore del Flamengo femminile

## Vita privata
Suo figlio, Bruno, avuto dalla sua prima moglie (ex pallavolista) Vera Mossa, è un pallavolista professionista e giocatore della nazionale brasiliana. È sposato in seconde nozze con l'ex pallavolista e giocatrice della nazionale brasiliana Fernanda Venturini, da cui ha avuto due figlie, Júlia e Vitória.

## Palmarès

### Club
Giocatore
- Campionato brasiliano: 1

1981
- Campionato Carioca: 3

1976, 1982, 1984
Allenatore
- Campionato brasiliano: 10

2005-06, 2006-07, 2007-08, 2008-09, 2010-11, 2012-13, 2013-14, 2014-15, 2015-16, 2016-17
- Coppa del Brasile: 3

2007, 2016, 2017
- Coppa Italia: 1

1991-92
- Campionato Carioca: 13

2004, 2005, 2006, 2007, 2008, 2009, 2010, 2011, 2012, 2013, 2014, 2015, 2016
- Campionato Paranaense: 1

2003
- Salonpas Cup: 3

2004, 2006, 2007
- Torneo Top Volley: 2

2006, 2009
- Coppa Rio de Janeiro: 1

2009
- Campionato sudamericano per club: 4

2013, 2015, 2016, 2017

### Nazionale (competizioni minori)
Giocatore
- Giochi panamericani 1979
- Giochi panamericani 1983

Allenatore
Nazionale femminile
- World Top Four 1994
- BCV Volley Cup 1994
- BCV Volley Cup 1995
- Giochi panamericani 1999

Nazionale maschile
- Giochi panamericani 2003
- Coppa America 2005
- Coppa America 2007
- Giochi panamericani 2007
- Coppa America 2008
- Memorial Hubert Wagner 2010
- Giochi panamericani 2011

### Premi individuali
- 2008 - Superliga brasiliana: Miglior allenatore
- 2011 - Superliga brasiliana: Miglior allenatore
- 2012 - Volleyball Globe: Miglior allenatore

## Carriera imprenditoriale
Oltre all'attività sportiva, Bernardinho porta avanti anche una carriera imprenditoriale estesa a diversi ambiti e fa parte del consiglio amministrativo di tutte le sue imprese, tra cui figurano:
- Delirio Tropical, una rete che comprende nove ristoranti a Rio de Janeiro, fondata nel 1983
- Gruppo Bodytech, la più grande rete di accademie di ginnastica del Sud America, con 50 centri (37 sotto il nome di Bodytech e 13 sotto il nome di Fórmula) e oltre 87 000 alunni
- Istituto "Compartilhar", una ONG fondata allo scopo di sostenere giovani provenienti da comunità povere per mezzo dello sport
- eduK, un'istituzione di insegnamento online focalizzata su corsi professionali